# Проституция в Есватини
Проституцията в Есватини е незаконна, и органите на реда прилагат закона, въпреки че понякога те си затварят очите при проституция в клубовете.
Според Държавния департамент на САЩ, Есватини е източник, дестинация и транзитна страна за жени и деца, жертви на трафик на вътрешно и на транснационално равнище за целите на търговска сексуална експлоатация, домашно робство и принудителен труд в селското стопанство. Момичета-свази, особено сираци, са трафикирани вътрешно с цел сексуална експлоатация и подчинение в домашни условия в градовете на Мбабане и Манзини, както и в Южна Африка и Мозамбик. Някои жени-свази са принудени да проституират в Южна Африка и Мозамбик, след като доброволно се мигрират към тези страни в търсене на работа. Китайски организирани престъпни банди организират трафика им към Йоханесбург.
Организацията за борба със СПИН епидемията в Есватини препоръчва, правителството да легализира проституцията, за да бъде регулирана.